# Apostropha curvipennis
Apostropha curvipennis är en skalbaggsart som beskrevs av Bates 1873. Apostropha curvipennis ingår i släktet Apostropha och familjen långhorningar. Inga underarter finns listade i Catalogue of Life.